# Гоннозно
Гоннозно (итал. Gonnosnò) — коммуна в Италии, располагается в регионе Сардиния, в провинции Ористано.
Население составляет 835 человек (2008 г.), плотность населения составляет 54 чел./км². Занимает площадь 15 км². Почтовый индекс — 9090. Телефонный код — 0783.
Покровительницей коммуны почитается святая равноапостольная императрица Елена, празднование 18 августа.

## Демография
Динамика населения:

## Администрация коммуны
- Официальный сайт: